# 沙鉢略可汗
沙鉢略可汗（古テュルク語:   - Ϊšbara qaγan、呉音：しゃはちりゃくかがん、漢音：さはつりゃくかがん、拼音：Shābōlüè kĕhàn、? - 587年）は、突厥の可汗。乙息記可汗の子。沙鉢略可汗（イシュバラ・カガン：Ïšbara qaγan）というのは可汗号で、正しくは伊利倶盧設莫何始波羅可汗（いりくろせつばくかしはらかがん、イル・キュル・シャド・バガ・イシュバラ・カガン：Il-kül-šad-baγa-ïšbara-qaγan）といい、姓は阿史那氏、名は摂図（せつと）という。

## 生涯
西魏の廃帝2年（553年）、乙息記可汗が死ぬと、突厥の国人たちは協議し、子の摂図ではなく、弟の燕都を立てて、木汗可汗とした。
572年、木汗可汗が死ぬと、その弟の他鉢可汗（タトパル・カガン）が即位した。他鉢可汗は摂図を爾伏可汗（ニワル・カガン）とし、東面を統括させ、弟の褥但可汗の子を歩離可汗とし、西方に住まわせた。
581年、他鉢可汗が病死し、子の菴羅が即位したが、木汗可汗の子の大邏便が心服せず、制御できなかったので、可汗位を爾伏可汗であった摂図に譲った。国人たちも「四可汗（乙息記可汗・木汗可汗・他鉢可汗・褥但可汗）の子の中では摂図が最も賢い」とし、摂図は正式に即位して伊利倶盧設莫何始波羅可汗と号し、都斤山（鬱督軍山、ウテュケン山）を都とした。摂図（以後は沙鉢略可汗）は大邏便が今まで官位をもったことがないということだったので、阿波可汗（アパ・カガン）という称号を与えた。2月、北周の静帝が楊堅に禅譲し、隋が建国されると、北斉の営州刺史だった高保寧が北方民族と結託して反乱を起こしたので、沙鉢略可汗はこれと合流し、臨渝鎮を攻め落とした。その後も反乱軍は隋軍に勝利し、隋の北辺を侵した。
開皇2年（582年）冬、隋の文帝は河間王楊弘・上柱国の豆盧勣・竇栄定・左僕射の高熲・右僕射の虞慶則を元帥とし、長城を出て反撃に出た。沙鉢略可汗は阿波可汗・貪汗可汗らを率いて迎撃するが、敗走し、飢えと疫病に悩まされ、あえなく撤退した。沙鉢略可汗は阿波可汗の気性が荒いのを危惧し、先に阿波可汗の領地へ向かいその部落を襲撃し、阿波可汗の母を殺した。これにより阿波可汗は還るところがなくなり、西の達頭可汗（タルドゥ・カガン）のもとへ亡命した。このことを聞いた達頭可汗は阿波可汗に兵をつけて沙鉢略可汗を攻撃させた。このほかにも貪汗可汗や沙鉢略可汗の従弟の地勤察などが離反し、阿波可汗に附いた。
沙鉢略可汗は隋に帰順を願い出て、重臣の来使を求めると、文帝は虞慶則を使者に立てて突厥に送った。初め、沙鉢略可汗は慇懃な態度を取っていたが、虞慶則が長孫晟を通じて説得させると、沙鉢略可汗は弟の葉護（ヤブグ：官名）の処羅侯とともに詔を拝受し、臣と称して朝貢した。沙鉢略可汗は馬千匹を虞慶則に贈り、娘を虞慶則に娶らせた。
沙鉢略可汗は西の達頭可汗に悩まされ、東の契丹を畏れたので、ふたたび隋に救援を求め、白道川内に移り住むことを許された。その後、沙鉢略可汗は晋王楊広より補給をもらい、これにより阿波可汗を攻撃して捕えることができた。
開皇5年（585年）、西域の阿抜国が挙兵し、沙鉢略可汗の部落を荒涼したが、隋は援軍1万を出して沙鉢略可汗を助け、阿抜軍を敗走させた。
開皇7年（587年）1月、沙鉢略可汗は子を遣わして朝貢した。この年、沙鉢略可汗の牙帳が火事になったため、沙鉢略可汗は火傷を負った。その数カ月後、沙鉢略可汗は死去した。遺言により弟の処羅侯（葉護可汗）が立った。

## 妻子
- 可賀敦（カガトゥン：皇后）
  - 大義公主（千金公主）…北周の趙王宇文招の娘。のちに楊姓を賜う。
- 子
  - 雍虞閭（頡伽施多那都藍可汗）
  - 欽羽設
  - 染干（意利珍豆啓民可汗）
  - 都速六

## 参考資料
- 『隋書』（列伝第四十九 北狄）